# Future Echoes of the Past
Future Echoes Of The Past è il settimo album dal vivo del gruppo musicale rock britannico Uriah Heep pubblicato nel novembre 2000 e registrato durante il tour tedesco del 1999/2000.

## Tracce
La canzone Come Away Melinda è stata aggiunta come traccia bonus.

### Disco 1
1. Between To Worlds (Box/Lanzon) – 6:02
2. I Hear Voices (Bolder) – 3:42
3. Stealin' (Hensley) – 5:35
4. Universal Wheels (Box/Lanzon) – 6:02
5. Time Of Revelation (Box/Lanzon) – 3:44
6. Only the Young (Bolder) – 5:02
7. Sweet Freedom (Hensley) – 6:32
8. Rain (Hensley) – 4:19
9. Feels Like (Box/Lanzon) – 4:59
10. Sunrise (Hensley) – 4:24
11. Heartless Land (Box/P:Lanzon/M:Lanzon) – 4:46
12. Shelter From the Rain (Bolder) – 6:07
13. Love in Silence (Box/Lanzon) – 6:44

### Disco 2
1. July Morning (Hensley/Byron) – 10:34
2. Bird Of Prey (Box/Byron/Hensley/Newton) – 4:46
3. Gypsy (Box/Byron) – 3:48
4. Everithing in Life (Box/Lanzon/Bolder/Kerslake) – 2:52
5. Easy Livin' (Hensley) – 3:27
6. Question (Box/Lanzon) – 5:59
7. Look at Yourself (Hensley) – 9:46
8. Lady in Black (Hensley) – 9:15
9. Come Away Melinda (Hellerman/Minkoff) – 3:35

## Formazione
- Bernie Shaw - voce
- Mick Box - chitarra
- Phil Lanzon - tastiere
- Trevor Bolder - basso
- Lee Kerslake - batteria